# Life Goes On (canção de Fergie)
Life Goes On é uma canção gravada pela cantora estadunidense Fergie para seu segundo álbum de estúdio Double Dutchess. Foi lançada como terceiro single de Double Dutchess em 11 de novembro de 2016 pela Interscope Records e will.i.am Music Group e foi escrita por Fergie, Tristan Prettyman, Keith Harris e Toby Gad.
Este foi o último single de Fergie lançado pela Interscope Records, depois a cantora deixou a gravadora em maio de 2017 para formar sua própria gravadora a Dutchess Music em parceria com a BMG.

## Videoclipe
Seu videoclipe foi lançado em 16 de dezembro de 2016 e tem a participação da personalidade da internet Baddie Winkle e de Baby Ariel, jovem que fez sucesso no aplicativo Musical.ly.

## Faixas e formatos
| Download digital |                |         |  |
| N.º              | Título         | Duração |  |
| 1.               | "Life Goes On" | 3:50    |  |

| Life Goes On (Remixes) |                                     |         |  |
| N.º                    | Título                              | Duração |  |
| 1.                     | "Life Goes On (Ryan Riback Remix)"  | 3:17    |  |
| 2.                     | "Life Goes On (Trinix Remix)"       | 3:01    |  |
| 3.                     | "Life Goes On (KLYMVX Remix)"       | 3:57    |  |
| 4.                     | "Life Goes On (NOTD Remix)"         | 3:03    |  |
| 5.                     | "Life Goes On (SMLE)"               | 3:35    |  |
| 6.                     | "Life Goes On (Monsieur Adi Remix)" | 4:53    |  |
| 7.                     | "Life Goes On (Willem Remix)"       | 4:14    |  |